# Pinus latahensis
Pinus latahensis — вимерлий вид хвойних рослин родини соснових. Вид відомий за викопними листками, знайденими в ранніх еоценових відкладах на півночі штату Вашингтон, США, і на півдні Британської Колумбії, Канада.

## Опис
Голки на зразках типу P. latahensis мають 1 мм завширшки та приблизно 9 см завдовжки, відображаючи дві сторони кожної з 5 окремих голок. Хвоя, знайдена в формації Алленбі, має довжину 7 см або більше, що виростає з карликових пагонів діаметром 2–3 мм і довжиною 5–6 мм. В описі типу Беррі зазначив, що досліджена скам’янілість дуже схожа як на живу білу сосну, так і на цукрову сосну.